# Švicarska čokolada
Švicarska čokolada, uz satove i sir jedan od najpoznatijih nacionalnih brandova, počela se proizvoditi u Švicarskoj tijekom 17. stoljeća.

## Kronologija osnivanja tvrtki za proizvodnju čokolade
- 1819. – Cailler u Veveyu (danas Nestlé)
- 1826. – Suchard u Serrièresu (danas Kraft Foods), proizvođač "Milka" čokolade
- 1826. – Favarger u Ženevi
- 1830. – Kohler u Lausannei (danas Nestlé)
- 1845. – Sprüngli u Zürichu, danas Lindt & Sprüngli
- 1852. – Maestrani u St. Gallenu (danas u naselju Flawil)
- 1856. – Klaus u Le Locleu
- 1867. – Peter u Lausanni (danas Nestlé)
- 1879. – Lindt u Bernu danas Lindt & Sprüngli
- 1887. – Frey u Aarauu (danas Migros)
- 1899. – Tobler u Bernu (danas Kraft Foods), poznat po "Tobleroneu"
- 1901. – Chocolat de Villars u Villars-sur-Glâneu
- 1929. – Camille Bloch u Courtelaryju
- 1932. – Bernrain u Kreuzlingenu
- 1933. - Chocolats Halba u Wallisellenu (danas Coop)

## Vanjske poveznice
- Udruga švicarskih proizvođača čokolade